# Источно-азијски језици
Источно-азијски језици су група језика која се прича на источном делу азијског континента. Описују две групе језика у источној и југоисточној Азији.

## Групе азијских језика
Азијски језици су подељени у следеће породице језика:
- Сино-тибетанска породица језика
- Хмонг-Миен породица језика
- Тај-кадајска породица језика

- Аустро-азијска породица језика

Овде се катође налазе и језици изолати као Аину, јапански и корејски.

## Карактеристике азијских језика
Неке од особина ових језика које се појављују су:

### Мањак инфлексије
Под мањком инфлексије се подразумева да код азијских језика се речи не мењају у зависности од тога коју улогу у реченици имају. Конјугација и деклинација нису заступљене у овим језицима, тј. речи не мењају свој облик у зависности од рода, броја и времена које се описује у реченици.  То је случај у језицима као што су кинески, кантонски и тајски.

#### Пример на кинеском језику:
我去图书馆 (превод: ја идем у библиотеку)
你去图书馆 (превод: ти идеш у библиотеку)
(Глагол 去 (qü), који значи ићи, није променио свој облик нити изговор након мењања субјекта реченице.)

### Ред речи у реченици СПО
Ред речи у реченицама азијских језика се углавном заснива на СПО конструкцији (субјекат - предикат - објекат). Већина језика са главног дела Источне Азије, укљулчујући и Индокину, имају овакав редослед речи у реченици. Изузеци за овај редослед су корејски и јапански, којима је ред речи у реченици СОП (субјекат - објекат - предикат).
我回家 (превод са кинеског: враћам се кући)
(我 значи ја,回 значи враћати се, 家 значи кућа. Овиме се види са у кинеском ред речи у реченици иде СПО).
존은 메리에게 책을 주었다 (превод са корејског: Џон је дао Мери књигу)
(존은 значи Џон, 메리에게 значи Мери, 책을 значи књига, 주었다 значи дао. Овим примером се види да је ред речи у реченици у корејском СОП).

### Тонови
Међу Источно азијским језицима има и оних који су тонски. Код тонских језика се значење речи мења у зависности од тога са којим тоном се она изговори. Такви језици су кинески, кантонски, тајски и вијетнамски.
mā (吗), má (麻) mă (马) mà (骂)
(по редоследу слева надесно преводи са кинеског: мајка, конопље, коњ и грдити)

### Класификатори
Појава код неких азијских језика је да заменице и бројеви не могу директно да модификују именицу. Именица мора прво да се класификатором који ће стајати између именице и заменице или броја. Ова појава је заступљена код кинеског и јапанског.
一杯茶 (превод са кинеског: једна шоља чаја)
(一 значи један, 杯 значи шоља и он има улогу класификатора у овој синтагми, 茶 значи чај)